# Субполитика
Субполитика — это термин, введённый Ульрихом Беком, который описывает особый подход к восприятию того, что происходит вне рамок существующих политических институтов и определяет современные общественные процессы. Яркими примерами субполитики являются движения гражданского общества, деятельность транснациональных компаний, работа неправительственных организаций, а также достижения научно-технического прогресса. В современном обществе при смене парадигм происходит смещение рисков, которым подвергается общество: сейчас риски проявляются в области субполитики.

## Происхождение термина и основные исследования
«Субполитика» (англ. «subpolitics», нем. «die Subpolitik») как явление и понятие, была введена немецким социологом и философом Ульрихом Беком в 1990-е годы циклом работ о меняющемся мире, в частности в работе "Общество риска: на пути к новой модернизации" 1994г. После окончания холодной войны и эпохи блокового противостояния многие учёные и исследователи не могли не обратиться к такому вопросу, как дальнейшая историческая судьба человечества. Процессы глобализации, научно-технический прогресс, трансформирующееся общество существенно изменили традиционное понимание и видение мира. Ульрих Бек предложил одну из наиболее успешных и правдоподобных концепций «рефлексивной модернизации», а также понятие «общество риска». 
Кроме У. Бека проблематикой субполитики занимались немецкий учёный Борис Хёльтсер и датский исследователь Мэдс Сёренс; английский профессор Мэри Калдор, специализирующаяся на изучении социальных изменений (особенно на постсоветском пространстве) после завершения эпохи биполярного противостояния и способах противостояния возможному возникновению нового глобального военного конфликта; американские политологи Маргарет Кек и Кэтрин Сиккинк, которые описывали процессы становления мирового гражданского общества; Дэвид Льюис, описывающий особенности влияния НПО на мировое развитие и их роль в продвижении глобализации.

## Суть термина
Субполитика — это особая сфера общественной жизни, образовавшаяся при переходе общества от эпохи модернизации к эре рефлексивной модернизации. Ульрих Бек определил первую эпоху модернизации как время традиции и предсказуемости, когда общественные риски были сведены к минимуму. Рефлексивная модернизация же — это так называемая «меняющаяся эпоха модернизации», где стремительное развитие человечества влечёт за собой возникновение международного гражданского общества и ответственности, появление новых рисков, новых категорий «неизвестных неизвестностей» (англ. «unknown unknowns»), имеющих длительные глобальные последствия вне зависимости от территориальных границ государства и социального статуса индивида, проживающего в нём. Субполитика в силах оказывать непосредственное влияние на повседневные аспекты жизни индивидов. С переходом от одной эпохи модернизации к другой человеку больше не надо жить в рамках традиции, повторять жизненный путь своих родителей, поскольку общественные нормы претерпевают существенные изменения, пределы допустимого расширяются, налицо эмансипация индивида. Идентичность не диктуется обществом, каждый в праве определить её сам.
Распространение последствий рисков и вовлечение в процесс борьбы с ними происходит путём так называемого «эффекта бумеранга» (общество (или же общественная организация) или его заинтересованная в определённой проблеме часть может принудить правительство обратить внимание на неё путём придания проблеме значимости в глазах других международных акторов), сформулированного Маргарет Кек и Кэтрин Сиккинк в их совместной статье "Transnational advocacy networks in international and regional politics". Субполитика существует между традиционной политикой и её институтами и повседневной жизнью социума. Её отличие от традиционной политики заключается в том, что она не нуждается в необходимой для существующей демократической системы легитимизации. Таким образом, субполитика оказывает влияние на жизнь общества и его дальнейшее развитие, существуя вне привычных институтов власти. Согласно исследователям и социологам, такие процессы особенно характерны для области современной медицины и генетики, где социальные изменения происходят вне зависимости об одобрения или же отрицания общества.
Некоторые социологи и историки относят субполитику к новому проявлению «мягкой силы», описанной Джозефом Наем, только в других сферах. Субполитика может оказывать такое влияние на мировую политику, что в результате происходит изменение норм общественной жизни. В западных странах примером такого могут служить транснациональные сети (англ. transnational advocacy networks), объединяющие организации, общественные движения, группы людей с общими интересами и целями.
Выделяют два вида субполитики: активный и пассивный. Первый включает в себя жизнедеятельность неправительственных организаций, социальный движений, ассоциаций и т. д. То есть то, что имеет или может иметь влияние и давление на традиционную политику. Второй же вид — пассивный — это результат воздействия научно-технического прогресса (хотя в последнее время эта область становится всё более вовлечённой в повестку дня растущего количества правительства различных стран). Сюда можно отнести открытия в области фармацевтики, инноваций цифровых технологий, биохимии и т. д. В связи с активной и распространяющейся деятельностью транснациональных корпораций, чьё влияние на мировую экономику носит более чем существенный характер, их также относят к категории «субполитика».
Субполитика, таким образом, имеет две отличительные и разные между собой характеристики: она появляется там, где возникают альтернативы развития общества, социальные конфликты и складываются новые коалиции; в то же время субполитика характерна именно для тех сфер жизнедеятельности общества, где появляющиеся альтернативы и новейшие открытия не подвержены общественному контролю или даже вниманию (например, наука).

## Примеры субполитики
Среди основных примеров субполитики можно выделить:
- события Арабской весны в странах Северной Африки (Ливия), где уже завершились революции, начавшиеся среди гражданского населения и имевшие непосредственное влияние на политику в традиционном понимании;
- экологическая катастрофа в Мексиканском заливе;
- революционных открытий в научной сфере (например, открытие надёжной превентивной вакцины от раковых заболеваний);
- слияние крупных транснациональных кампаний (например, слияние Exxon и Mobil в 1999 г., ТНК-ВР и «Роснефти» 2013г. и т. д.);
- преобразования в нормативной сфере;
- эволюция международного права, его превращение в неотъемлемую часть жизни индивидов (например, обладает ли основными человеческими правами зародыш в возрасте 2-3 недель с момента зачатия?).